# Гиндикин, Владимир Яковлевич
Владимир Яковлевич Гиндикин (13 апреля 1932, Москва — 26 февраля 2015, там же) — советский и российский психиатр, психопатолог и психотерапевт, доктор медицинских наук (1973).

## Биография
Отец, редактор Пищепромиздата Яков Абрамович Гиндикин (1903—?), был сыном хозяина крупного мукомольного предприятия в Бердичеве Аврума Янкелевича Гиндикина; репрессирован 14 апреля 1937 года. Двоюродный брат математика С. Г. Гиндикина.
Диссертацию кандидата медицинских наук по теме «Клинические материалы к учению о динамике психопатий» защитил в 1963 году под руководством О. В. Кербикова, диссертацию доктора медицинских наук по теме «Клинико-статистические материалы к сравнительной характеристике психопатий и психопатоподобных состояний шизофренического и органического генеза» — в 1973 году. Ведущий научный сотрудник и профессор кафедры психиатрии и медицинской психологии Первого Московского медицинского университета имени И. М. Сеченова.
Автор ряда научных трудов, учебных пособий и монографий по психопатологии и детской психиатрии, различным аспектам клинической психиатрии, в том числе пограничным и соматоформным расстройствам.

## Семья
Сын — доктор физико-математических наук Яков Владимирович Гиндикин, ведущий научный сотрудник лаборатории теоретических проблем микроэлектроники ФИРЭ РАН.
Дочь — Нина Владимировна Аранович, аналитик данных, живёт в Израиле.

## Публикации
- Юношеские психопатии и алкоголизм (с В. А. Гурьевой). М.: Медицина, 1980. — 272 с.
- Психопатология подросткового возраста. Томск: Издательство Томского университета, 1994. — 310 с.
- Справочник по психологии и психиатрии детского и подросткового возраста (с соавторами). 2-е издание — СПб: Питер, 1994.
- Лексикон малой психиатрии. М.: Крон-Прес, 1996. — 576 с.
- Травы, нервы, возраст: Применение лекарственных трав при невротических и неврозоподобных расстройствах. М.: Крон-Пресс, 1996; Высшая школа психологии, 2002. — 288 с.
- Соматика и психика (с В. Я. Семке). М.: Просвещение, 1998 и 2004. — 385 с.
- Личностная патология (с В. А. Гурьевой). М.: Триада-Х, 1999. — 288 с.
- Соматогенные и соматоформные психические расстройства. М.: Триада-Х, 2000. — 256 с.
- Клиническая и судебная подростковая психиатрия (с соавторами). М.: Генезис и Медицинское информационное агентство, 2001 и 2007. — 488 с.
- Психиатрия (для клинических психологов и психотерапевтов). М.: Высшая школа психологии, 2001. — 272 с.
- Раннее распознавание шизофрении (с В. А. Гурьевой). М.: Триада-Х, 2002. — 304 с.
- Очерки истории пограничной советской психиатрии в воспоминаниях психиатра. М.: Высшая школа психологии, 2007. — 175 с.